# Влада Јосипа Погачника
Влада Јосипа Погачника је била прва Народна влада покрајине Словеније у Држави Словенаца, Хрвата и Срба и Краљевини СХС. Формирана је 31. октобра 1918. и трајала је до 20. јануара 1919. године.

## Састав Владе
| Функција                                | Слика | Име и презиме     | Странка                                  | Детаљи |
| --------------------------------------- | ----- | ----------------- | ---------------------------------------- | ------ |
| Председник владе                        |       | Јосип Погачник    | Словеначка народна странка               |        |
| повереници                              |       |                   |                                          |        |
| Повереник за здравство                  |       | Др. Антон Брецељ  | Словеначка народна странка               |        |
| Повереник за унутрашње послове          |       | Јанко Брејц       | Словеначка народна странка               |        |
| Повереник за образовање и верска питања |       | Карел Верстовшек  | Словеначка народна странка               |        |
| Повереник за пољопривреду               |       | Андреј Калан      | Словеначка народна странка               |        |
| Повереник за народну одбрану            |       | Ловро Погачник    | Словеначка народна странка               |        |
| Повереник за јавне радове               |       | Владимир Ремец    | Словеначка народна странка               |        |
| Повереник за финансије                  |       | Векослав Куковец  | Либерална странка                        |        |
| Повереник за прехрану                   |       | Иван Тавчар       | Либерална странка                        |        |
| Повереник за трговину и индустрију      |       | Карл Триллер      | Либерална странка                        |        |
| Повереник за промет                     |       | Павел Пестотник   | Либерална странка                        |        |
| Повереник за правосуђе                  |       | Владимир Равнихар | Либерална странка                        |        |
| Повереник за социјалну политику         |       | Антон Кристан     | Југословенска социјалдемократска странка |        |